# MV Blue Marlin
El MV Blue Marlin y su barco hermano Black Marlin conforman la clase  Marlin de barcos semisumergibles.  
Fueron propiedad de Offshore Heavy Transport de Oslo, Noruega desde su construcción, en abril del 2000 y noviembre de 1999 respectivamente, hasta el  6 de julio de 2001, cuando fueron adquiridos por la compañía holandesa Dockwise Shipping. Fueron diseñados para el transporte de enormes plataformas de perforación, que pueden pesar 30 000 Tn y tener un centro de gravedad a unos 30 m sobre el muelle de transporte del barco. Los Marlins están equipados con treinta y ocho cabinas para acomodar a sesenta personas, una sauna e instalaciones para natación, además del área de trabajo.

## Historia

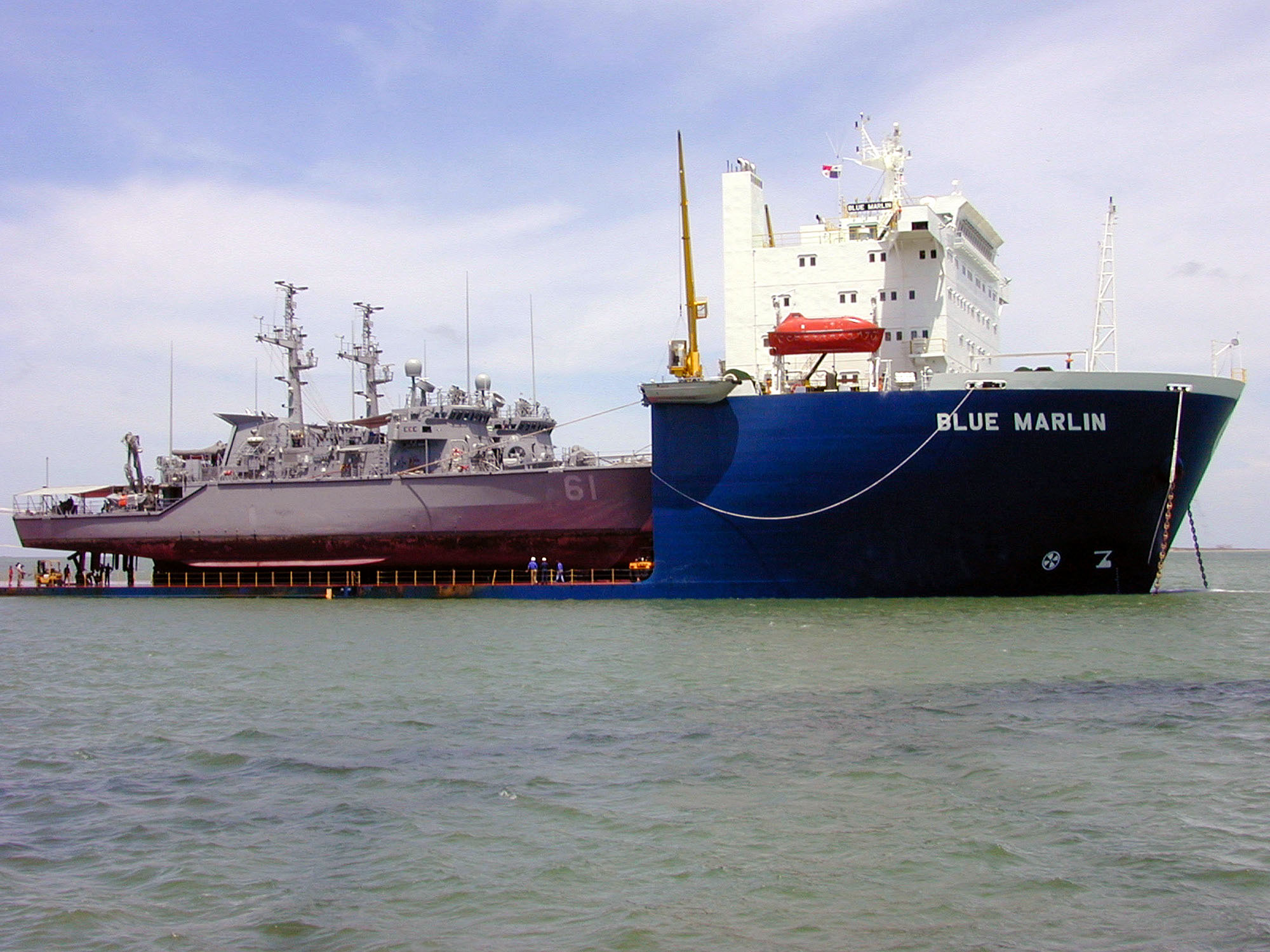
Blue Marlin transportando los dragaminas de la Armada de los Estados Unidos, USS Raven (MHC-61) y USS Cardinal (MHC-60).

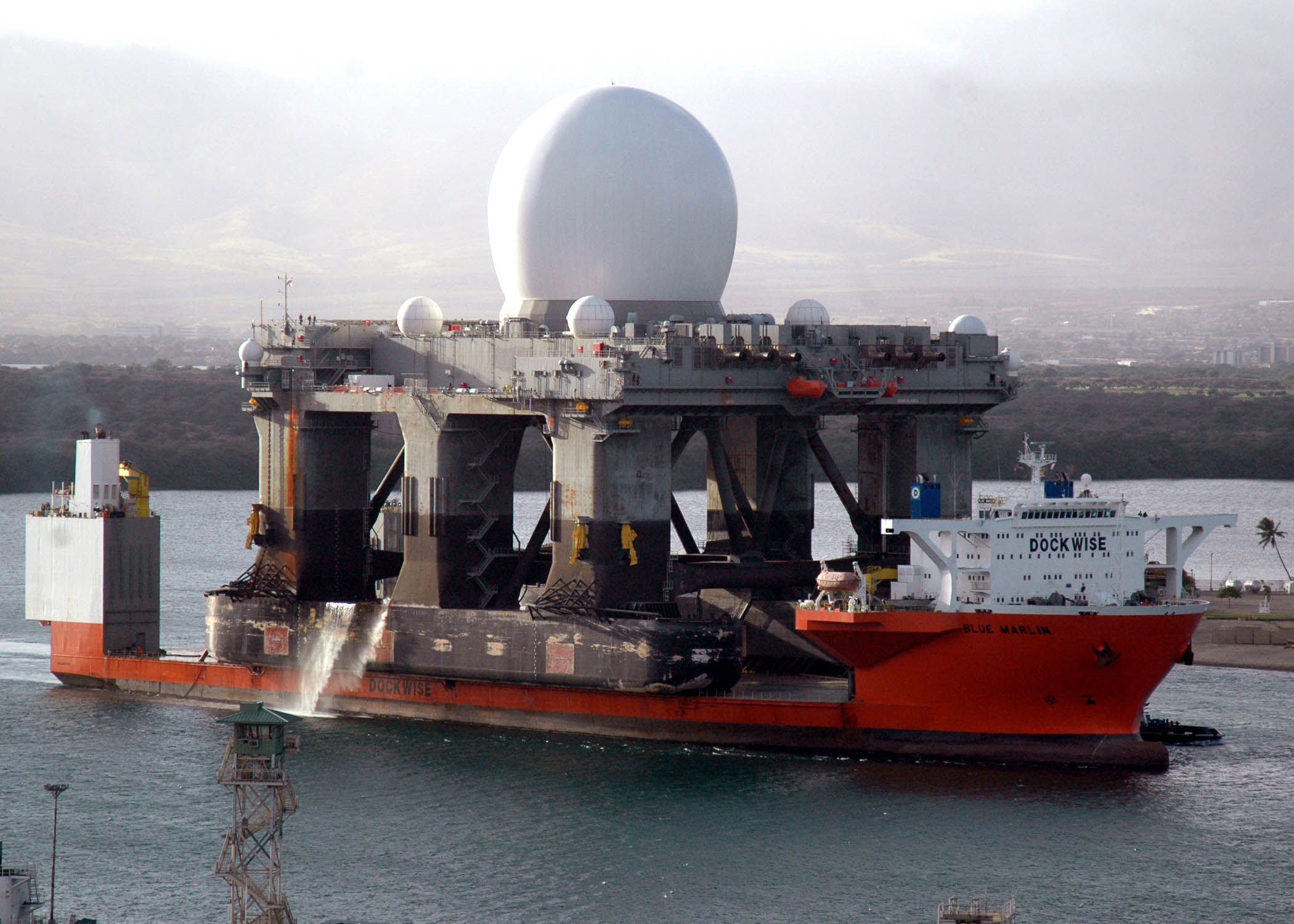
El Sea-based X-band radar entra en Pearl Harbor el 9 de enero de 2006 de camino a la isla Adak, Alaska, transportado por el MV Blue Marlin.

La Armada de los Estados Unidos alquiló el Blue Marlin cuando aún era propiedad de Offshore Heavy Transport para transportar el destructor USS Cole (DDG-67) de vuelta a Estados Unidos tras el ataque que el barco sufrió en Adén, Yemen, en un ataque suicida.
A finales de 2003, el Blue Marlin aumentó su capacidad y se añadieron dos propulsores retractables para mejorar su maniobrabilidad. El barco volvió a entrar en servicio en enero de 2004 para llevar la plataforma petrolífera de 60 000 Tn Thunder Horse a Corpus Christi, Texas. 
En julio de 2005 el Blue Marlin transportó la planta de licuefacción de gas Snøhvit desde su lugar de construcción, Cádiz, hasta Hammerfest, en un viaje de once días.
En noviembre de 2005, el Blue Marlin transportó desde Corpus Christi, Texas, el Sea-based X-band Radar a la isla Adak, Alaska, en un viaje de más de 15 000 mn, vía Pearl Harbor, Hawái.
En enero de 2007, el Blue Marlin fue empleado para  transportar las plataformas Rowan Gorilla VI y GlobalSantaFe Galaxy II, desde el puerto de Halifax hasta el Mar del Norte.
El 16 de junio de 2012, arribó al muelle número 10 de Navantia-Fene de Ferrol para proceder a las tareas necesarias para afrontar el traslado del HMAS Canberra (LHD 02) hasta Williamstown, Australia, a donde arribó el 17 de octubre
El 10 de diciembre, se realizó en cuatro horas la maniobra de carga del HMAS Adelaide (LHD 01) a en la Ría de Vigo. El 17 de diciembre inició el viaje desde Galicia con destino final en Australia,